# Déwé Gorodey
Déwé Gorodey (ou Gorodé) est une femme politique française indépendantiste et écrivain kanak de Nouvelle-Calédonie, née dans la tribu de l'Embouchure à Ponérihouen (Nouvelle-Calédonie) le 1er juin 1949 et morte le 14 août 2022 à Poindimié. 
Elle est, au 6 juillet 2019, la personne à avoir participé le plus longtemps aux Gouvernements néo-calédoniens, puisqu'elle en a été membre sans discontinuer de la création de cette institution en 1999 jusqu'en 2019.

## Biographie

### Formation et vie professionnelle
Née en juin 1949, Epéri Déwé Gorodey (qui a toujours souhaité n'être appelée que par son deuxième prénom) est fille de pasteur, issue d'une lignée de pasteurs protestants de la tribu de Pwäräiriwa (« l'embouchure du fleuve » en paicî, ce qui a donné le nom à la commune de Ponérihouen), sur la côte Est de la Grande Terre. Elle est ainsi la fille de Waia Görödé, chef de clan et pasteur décédé en 1981 qui a lui-même été l'un des premiers écrivains kanak ainsi qu'un des membres fondateurs de l'Association des indigènes calédoniens et loyaltiens français (AICLF) ainsi que des éclaireurs unionistes en Nouvelle-Calédonie, et la petite-fille de Philippe Görödé (vers 1885-1971), un converti devenu pasteur en 1912 ainsi que l'un des informateurs kanak dont s'entoure le missionnaire et ethnologue Maurice Leenhardt. Par sa mère, Laura Nâbai (morte en 1971), Déwé Gorodey est également la petite-fille d'un autre converti devenu pasteur (en 1915) et informateur de Maurice Leenhardt, Eleisha Nâbai (1886-1957). 
Elle passe sa scolarité à Houaïlou avant de descendre à Nouméa pour passer son baccalauréat (« Philosophie » ou Bac A) au lycée Lapérouse, en 1968. Ensuite, elle part faire ses études supérieures en France métropolitaine et obtient une licence de lettres modernes de l'université Paul-Valéry - Montpellier 3, en 1973. De retour au pays, elle s'engage ensuite dans une carrière de professeur de français dans l'enseignement privé, d'abord au collège catholique Marie-Reine-Thabor au Mont-Dore de 1974 à 1976 puis dans le lycée protestant de Do Néva à Houaïlou de 1983 à 1985. Par la suite, elle enseigne le paicî au sein de l’École populaire kanak (les établissements scolaires créés par les indépendantistes pendant les Évènements des années 1980) de l'Embouchure de 1985 à 1988, puis de nouveau à Do Néva de 1988 à 1996 et finalement au lycée public de Poindimié de 1996 à 1997. Elle donne enfin des cours d'histoire de la littérature du Pacifique et de littérature mélanésienne contemporaine à l'université de la Nouvelle-Calédonie à Nouméa de 1999 à 2001.

### Vie privée
Elle a épousé Marcel Tiaou Pourouin, président du conseil des chefs de clan de la tribu de L'Embouchure et ancien conseiller municipal FLNKS-Palika de Ponérihouen de 2008 à 2014, décédé. Déwé Gorodey a toujours souhaité conserver son nom de jeune fille. Avec lui, elle a eu trois enfants : Leila, Albert Téâ et Marc (décédé).

### Militante indépendantiste et féministe
Déwé Gorodey s'est très tôt engagée dans la lutte pour l'indépendance. Influencée durant ses études par la lecture des œuvres des écrivains de la Négritude (notamment Aimé Césaire, Léopold Sédar Senghor et Léon-Gontran Damas) et des théoriciens du marxisme (Karl Marx, Lénine ou Rosa Luxemburg), elle milite ainsi à partir de 1973 au sein des Foulards Rouges (dont elle va assurer un temps la présidence) et du Groupe 1878 (qu'elle va contribuer à créer en 1974), deux groupes de jeunes indépendantistes révolutionnaires. Cet activisme va lui valoir trois emprisonnements, en 1974 et 1977, notamment pour avoir manifesté avec Susanna Ounei contre les célébrations officielles organisées en septembre 1974 pour commémorer la prise de possession de l'archipel par la France le 24 septembre 1853,. Elle participe en 1976 à la création du Palika (Parti de libération kanak), le parti indépendantiste d'extrême gauche dont elle fait toujours partie et qui est l'une des composantes fondatrices du Front de libération nationale kanak et socialiste (FLNKS) à partir de 1984. Dans les années 1980, pendant les Évènements, elle participe à des missions du front indépendantiste en Océanie, notamment en Australie, mais aussi en Algérie, au Canada, à Mexico et à l'ONU. 
De plus, militante féministe se battant pour la cause des femmes kanak aux côtés de Susanna Ounei ou Marie-Claude Tjibaou (la veuve de l'ancien leader indépendantiste Jean-Marie Tjibaou), elle crée avec la première le Groupe des femmes kanak et exploitées en lutte (GFKEL) en 1982 pour défendre l'émancipation des femmes dans le cadre du projet indépendantiste, critiquant les valeurs patriarcales véhiculées selon elles à la fois par les sociétés coloniales et traditionnelles kanak. Ce groupe, une des composantes fondatrices du FLNKS en 1984, va finalement se dissoudre en 1986. Puis, avec Marie-Claude Tjibaou, elle participe à une mission de femmes au Mali en 1992.

### Défense de la culture kanak
Ayant tempéré ses positions, comme la plupart des autres leaders indépendantistes, depuis les Accords de Matignon et de Nouméa, tout en militant toujours fermement pour la souveraineté, Déwé Gorodey s'est surtout recentrée sur la défense de la reconnaissance de la culture et de l'identité kanak prévue par les accords. Prônant le développement de l'enseignement des langues kanak (étant elle-même enseignante dans ce domaine) dès le plus jeune âge, elle a sinon travaillé de 1994 à 1995 au sein de l'Agence de développement de la culture kanak (ADCK) lors de la saison de préfiguration du futur Centre culturel Tjibaou. Elle devient également une conteuse traditionnelle, tandis que l'une de ses activités favorites est de cultiver et de récolter le taro dont le cycle est au cœur de la culture kanak.

### Fonctions politiques
Lors des élections du 9 mai 1999, Déwé Gorodey est, avec Léonie Tidjite Varnier, la première femme à être élue à l'Assemblée de la Province Nord, étant en troisième position sur la liste de l'Union nationale pour l'indépendance (UNI) menée par Paul Néaoutyine qui remporte alors la présidence de cette province. Elle est également élue alors membre du Congrès de la Nouvelle-Calédonie. Lors des élections du gouvernement, elle est deuxième sur la liste indépendantiste menée par Rock Wamytan et est élue membre du gouvernement Lèques chargée de la Culture, de la Jeunesse et des Sports. Elle gardera ce poste, avec en plus la fonction de vice-présidente dans les deux gouvernements de Pierre Frogier d'avril 2001 à juin 2004. Retrouvant son siège en Province Nord et au Congrès (désormais en deuxième place sur la liste UNI de Paul Néaoutyine) lors des élections du 9 mai 2004. Elle a été réélue vice-présidente dans le premier Gouvernement avorté de Marie-Noëlle Thémereau et, une fois le deuxième gouvernement Thémereau élu, elle retrouve sans peine la vice-présidence le 29 juin 2004. Elle garde le secteur de la Culture mais laisse la Jeunesse et les Sports pour la Condition féminine et la Citoyenneté.
Après la démission de Marie-Noëlle Thémereau, et donc de l'ensemble de son gouvernement, elle est réélue dans le nouvel exécutif le 6 août 2007 mais démissionne immédiatement avec l'ensemble des membres de sa liste à la suite d'un litige sur une voix indépendantiste perdue en bulletin nul. Elle est finalement maintenue dans le deuxième gouvernement Martin dont elle devient une nouvelle fois la vice-présidente le 21 août 2007, toujours chargée du secteur de la Culture, de la Condition féminine et de la Citoyenneté, avec de plus la responsabilité des Affaires coutumières et des Relations avec le Sénat coutumier. Elle est reconduite le 5 juin 2009 au sein du gouvernement issu des élections provinciales du 10 mai 2009 (au cours desquelles elle avait été réélue en Province Nord et au Congrès, de nouveau en seconde position sur la liste UNI de Paul Néaoutyine, elle a dû, comme auparavant, abandonner ces deux mandats à la suite de son entrée dans l'exécutif local), en ne conservant que les dossiers de la Culture, de la Condition féminine et de la Citoyenneté. Elle est toutefois désormais l'unique membre Palika du gouvernement, tandis qu'elle ne réussit pas à s'imposer comme vice-présidente, ses collègues ne réussissant pas à la départager d'avec le candidat de l'UC à ce poste, d'abord Jean-Louis d'Anglebermes le 5 juin puis Pierre Ngaiohni le 11 juin, elle se désiste finalement quatre jours plus tard face à ce dernier. À la suite d'un nouveau changement d'exécutif le 3 mars 2011, elle retrouve à nouveau un siège de membre du gouvernement (la seule de l'UNI) mais pas celui de vice-présidente, qui échoie cette fois au maire de Canala Gilbert Tyuienon, membre de l'UC. Dans les quatre gouvernements qui suivent jusqu'à la fin de cette mandature en mai 2014, tous présidés à nouveau par Harold Martin, elle reprend les responsabilités de la Culture, de la Condition féminine et de la Citoyenneté, tout en étant également chargée de la Coordination avec les Provinces et du Suivi des décisions du Comité des signataires (conjointement avec le président Harold Martin, le vice-président Gilbert Tyuienon, Jean-Claude Briault et Philippe Gomès puis Frédéric de Greslan).
Lors des élections provinciales du 11 mai 2014, elle n'est plus candidate sur la liste UNI de Paul Néaoutyine. Elle est toutefois réélue le 5 juin 2014 au sein du gouvernement présidé par Cynthia Ligeard du Rassemblement, le 31 décembre 2014 dans le premier gouvernement de Philippe Germain (Calédonie ensemble) et enfin le 31 août 2017 dans le second dirigé par ce dernier. Dans ces trois exécutifs successifs (où elle n'est plus la seule élue du Palika, étant désormais accompagnée par Valentine Eurisouké), elle ne conserve alors que les trois secteurs de la Culture, de la Condition féminine et de la Citoyenneté. Après le 6 juillet 2019, elle se retire définitivement de la vie politique, après 20 ans de présence sans discontinuer au gouvernement.
Durant son passage au sein de l'exécutif, elle a été chargée de deux dossiers importants prévus dans l'Accord de Nouméa et qui lui tiennent particulièrement à cœur : l'enseignement des langues kanak et les signes identitaires. Elle a ainsi largement contribué à la rédaction puis à l'adoption par le Congrès de la délibération no 265 du 17 janvier 2007 portant création et organisation de l'Académie des langues kanak, puis à mettre en place le 11 avril 2007 le comité de pilotage sur les signes identitaires du pays (CPSIP), qu'elle préside, et qui réunit 25 membres dont des hommes politiques de tous bords, des représentants des différents cultes présents en Nouvelle-Calédonie, des dirigeants syndicaux et des membres de la société civile et du monde associatif. Ce Comité a eu pour mission de définir les modalités des concours lancés auprès des artistes locaux pour trois des cinq signes identitaires : l'hymne, la devise et le graphisme des billets de banque. Ces concours se terminent le 29 février 2008 et à partir de ce moment le CPSIP se transforme en jury et présente son choix au gouvernement en avril 2008. Ils sont adoptés par une loi du pays par le Congrès le 18 août 2010. Pour les deux autres signes, le drapeau et le nom du territoire, plus sensibles, il n'y a pas eu de concours mais uniquement des débats au sein du comité.
Elle a également milité pour transformer la date controversée du 24 septembre (fériée en Nouvelle-Calédonie, date anniversaire de la prise de possession de l'archipel par la France en 1853 et revêtant ainsi un aspect négatif pour les indépendantistes) en une célébration plus consensuelle de la citoyenneté néo-calédonienne, surtout après le déplacement le 24 septembre 2004 du Mwâ kâ (un grand totem symbolique réalisé en 2003 pour marquer le 150e anniversaire du rattachement à la France) de la cour de l'Hôtel de la Province Sud à son site définitif, en face du musée de Nouvelle-Calédonie et du marché de Port Moselle à Nouméa. Il est implanté dans une pirogue de béton et végétale dont il sert de mât, représentation du destin commun, tandis que les flèches faitières latérales des aires coutumières sont replacées par des enfants issus de toutes les communautés de la Nouvelle-Calédonie. Par la suite, des manifestations ont lieu chaque 24 septembre (le 25 septembre en 2006 pour des raisons techniques) autour de ce Mwâ kâ. Déwé Gorodey est alors la première à employer le terme de « journée citoyenne » en 2006, puis de « fête de la citoyenneté », pour désigner ces festivités, où se retrouvent certains représentants des institutions (du Gouvernement local, du Congrès et des trois Provinces, avec une fréquentation irrégulière selon les années) et une très forte présence du FLNKS et des Kanak en général. Le Rassemblement-UMP (et donc la mairie de Nouméa et les trois parlementaires) ne s'y rend pas en 2004 et de 2006 à 2010 (en 2005, pour l'installation de la sculpture du barreur sur la pirogue de pierre, le maire de Nouméa Jacques Lafleur participe aux célébrations pour la première fois), préférant organiser de son côté des « pique-niques républicains ». Le petit mouvement indépendantiste de Libération kanak socialiste (LKS) parle en 2006, pour la première « journée citoyenne », de « mascarade folklorique ». La fête du 24 septembre 2010, couplée avec la clôture du 4e festival des arts mélanésiens qui se déroulait cette année en Nouvelle-Calédonie et la levée des deux drapeaux sur la place du Mwâ kâ (accompagnée par l'air du nouvel hymne), est toutefois nettement plus fréquentée et plus plurielle que les éditions précédentes, avec pour la première fois depuis 2005 la présence du maire de Nouméa Jean Lèques et d'une représentante du président Rassemblement-UMP de la Province Sud Pierre Frogier (cela même si ni l'État, ni la Province Nord n'ont alors dépêché d'émissaires officiels). En 2011, la « Fête de la Citoyenneté » s'étale sur plusieurs jours avec des manifestations itinérantes sur le thème « Assumons ensemble notre histoire commune » : à Balade (Pouébo, lieu du premier contact avec des Européens en 1774, de l'arrivée de la première mission catholique en 1843 et de la prise de possession en 1853) les 23 et 24 septembre (avec pour la première fois la participation du président du Rassemblement-UMP Pierre Frogier), à Ponérihouen le lendemain, à Bourail le 27, à La Foa le 28, à Dumbéa le 29, à Ouvéa le 30 et enfin à Nouméa au Centre culturel Tjibaou et au Mwâ kâ le 1er octobre.
Enfin, elle-même écrivain, l'un de ses principaux chevaux de bataille au gouvernement va être la promotion de l'activité littéraire, de la lecture et de l'économie du livre. C'est dans ce but qu'elle va être l'une des principales instigatrices de la création d'une manifestation - d'abord biennale puis annuelle - internationale, le Salon international du livre océanien (SILO), à partir de 2003. C'est à l'occasion du Salon du livre insulaire d'Ouessant en août 2002, lors duquel la Nouvelle-Calédonie est l'invitée d'honneur, que les écrivains néo-calédoniens présents sur place, parmi lesquels Déwé Gorodey, développent l'idée d'organiser une manifestation similaire. Une fois de retour en Nouvelle-Calédonie, elle relaie sur le plan politique ce projet. Il est choisi d'organiser cette nouvelle manifestation à Poindimié, dans un souci de rééquilibrage par rapport à la Province Sud et de la côte Ouest, plus peuplées, plus riches et mieux dotées en termes d'équipements culturels que la Province Nord et la côte Est. De plus, selon les organisateurs, il était nécessaire de proposer « une première décentralisée qui se démarque radicalement de la plupart des autres salons : le salon du Livre est un espace de rencontres et d’échanges avant d’être une opération commerciale ». De plus, cet événement doit initialement coïncider avec l'inauguration des locaux de la Médiathèque provinciale du Nord à Poindimié afin d'aider au lancement de cette nouvelle structure en lui donnant une dimension internationale, mais des retards dans les travaux obligent à repousser cette inauguration après le Salon. La première édition se tient ainsi à la salle omnisports de Poindimié] du 17 au 19 octobre 2003. Médias, organisateurs, invités et visiteurs s'accordent, au lendemain de la clôture de ce premier SILO, pour y voir un succès, et la manifestation devient régulière sous la forme d'une biennale à Poindimié (délocalisé pour une seule fois à Hienghène en 2007) jusqu'en 2013, puis d'une manifestation annuelle en alternance entre Nouméa et Poindimié par la suite. De plus, des prix littéraires sont créés à partir de 2005 et décernés lors de ces SILO, le plus important étant le Prix Popaï (« parole » et, de là, « histoire » en paicî) dont Déwé Gorodey va être la première présidente du jury.

### Mort
Déwé Gorodey est morte des suites d'un cancer le 14 août 2022 à l'hôpital Raymond-Doui-Nebayes de Poindimié,. Elle est inhumée à Mwaagu, dans sa tribu natale de L'Embouchure à Ponérihouen, le 16 août 2022.

## Publications
Sa volonté de faire connaître la culture et les traditions kanak, tant sur le plan oral (elle est conteuse traditionnelle) qu'écrit pour la faire connaître au monde, a poussé Déwé Gorodey a écrire de nombreux poèmes, contes et nouvelles :
- Sous les cendres des conques, éd. Edipop, 1985 : recueil de poèmes[5]
- Utê Mûrûnû, petite fleur de cocotier, éd. Grain de Sable, 1994 : nouvelle
- L'Agenda, éd. Grain de Sable, 1996 : nouvelle
- Par les temps qui courent, éd. Grain de Sable, 1996 : recueil d'aphorismes
- Dire le vrai-To Tell the Truth, en collaboration avec Nicolas Kurtovitch, éd. Grain de Sable, 1999 : recueil de 18 poèmes bilingues, traduits en anglais par Raylene Ramsay et Brian Mackay
- Kënâké 2000, pièce de théâtre mise en scène par Pierre Gope au Centre d'Art de Nouméa (Théâtre de Poche) lors du VIIIe Festival des Arts du Pacifique en 2000
- Le vol de la parole, en collaboration avec Weniko Ihage, éd. Edipop, 2002 : recueil de nouvelles
- The Kanak Apples Season, éd. Pandanus, Sydney, 2004 : anthologie de l'ensemble de ses nouvelles traduites en anglais par Peter Brown
- Sharing as Custom Provides, éd. Pandanus, Sydney, 2005 : anthologie bilingue de ses poèmes traduits en anglais par Raylene Ramsay et Deborah Walker
- L'Épave, éd. Madrépores, Poindimié, 2005 : roman psychologique sur les violences faites aux femmes[17]
- Trente ans du Palika - En chemin vers la citoyenneté, Edipop, Nouméa, 2006, essai
- Graines de pin colonnaire, éd. Madrépores, Nouméa, 2009, roman
- Tâdo, Tâdo, wéé ! ou "No more baby", éd. Au Vent des Iles, Pirae, 2012, roman
- A l’orée du sable, Paris, Vents d’ailleurs, 2014

## L'Épave
- Huit chapitres : La fête ; le pêcheur ; Lila ; la cabane ; le cimetière des pirogues ; Tom ; le paradis des femmes ; Léna ; l'épave.
- Personnages : Lila est unique (Dalila), mais Tom et Léna désignent à la fois le personnage actuel et un de ses ascendants ou/et un de ses descendants.